# 親海駅

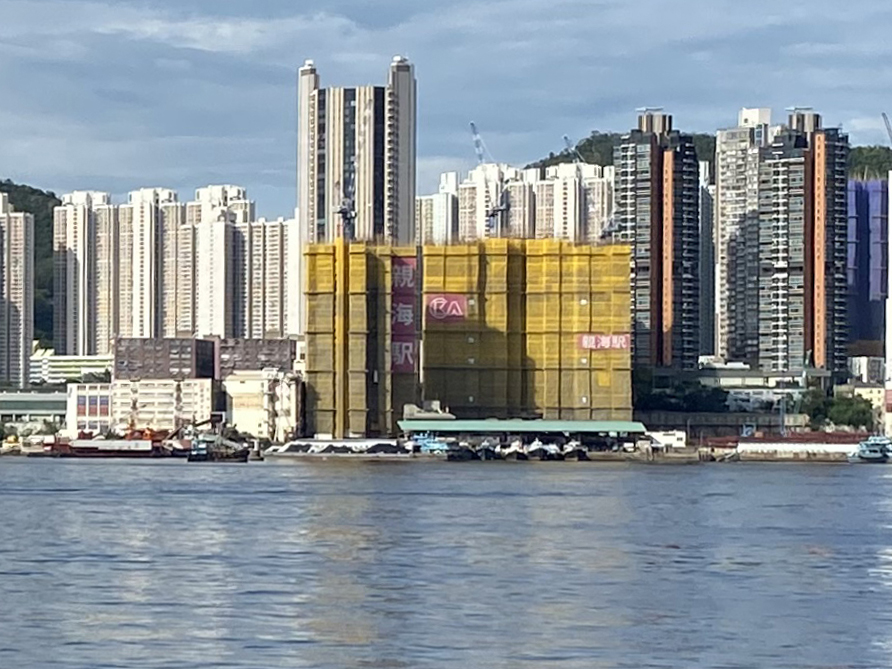
興建中的親海駅（2023年8月）

親海駅（英語：The Coastline）是長實發展的私人屋苑，位於香港九龍油塘東源街15號和東源街8號，分為兩期發展，合共提供886個單位。
展覽廳及示範單位設於尖沙咀港景峰，預計關鍵日期分別為2025年7月15日及10月25日。發展商指出，項目的「親」字，意指一家人相親相愛，並指提供多元化的單位佈局亦有親近意思。而「海」指項目臨近海旁，而「駅」反映項目鄰近港鐵油塘站。
景觀而言，親海駅前排單位主要透過觀塘魚類批發市場望海景，可見對岸的港島東區，如地標建築港島東中心及嘉亨灣，然而觀塘魚類批發市場已改劃為綜合發展區，部分單位未來景觀存在變數。

## 歷史

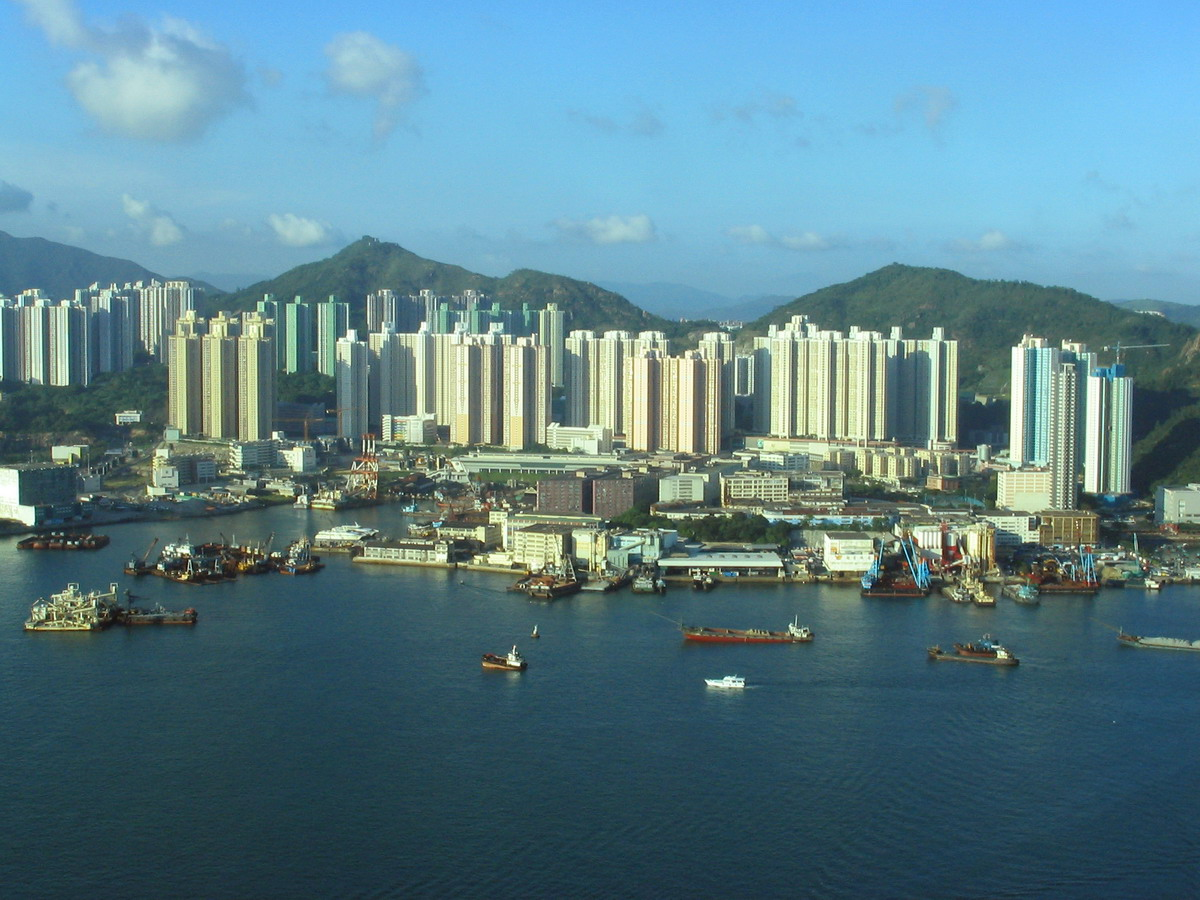
2006年的油塘

屋苑前身是美達集運倉庫和現成混凝土廠，地盤面積增至約83,669平方呎，長實亦持有土地多年。2014年2月，長實向城規會提交申請，在東源街5及8號兩幅地皮興建5座分層住宅，樓高19至29層，總樓面面積約40.61萬方呎，提供536個單位。有關申請到2016年獲城規會批准。到2019年，發展商再次向城規會提交新申請，將土地用途改劃作「綜合住宅發展」，由原先5座大廈改為4座，提供903伙單位，較舊方案多367伙單位，增幅近7成。而同年7月，發展商與地政總署透過換地協議，以22億元完成補地價。

## 物業
第1期親海駅I位於油塘東源街8號，設1座23層高住宅大樓，提供228伙單位，包括9伙連天台特色單位，最細開放式單位273呎。而地庫設設2層停車場及1層高的平台會所，項目關鍵日期為2025年7月15日。
第2期親海駅II於油塘東源街15號，由3座住宅大廈組成（2A、2B及第3座），提供658伙單位，標準樓層每層提供9至11伙，實用面積210呎至723呎，提供開放式至3房套連儲物室。而第3座樓高8層，設有28伙複式連花園「Garden Villa」或天台戶「Sky Villa」，實用面積介乎501至523平方呎，全部為2房單位，下層為客飯廳連開放式廚房，上層為浴室及兩間睡房。預計關鍵日期為2025年10月15日。

## 設施
會所命名為“親海號”，以遊艇作設計概念，面積達7萬平方呎並採用雙會所設計，為同區最大。設施多達30多項，包括25米室外游泳池、健身室、中央寵物公園、宴會廳及配置英式桌球及飛鏢的娛樂室等。

## 公共設施
根據賣地條款，第1期親海駅I設有海濱公園需開放給公眾使用。

## 交通
項目距離港鐵油塘站約7至9分鐘步程。三家村渡輪碼頭提供航線往西灣河及東龍島。

## 銷售
2023年5月，發展商開始就物業進行銷售前期工作。
2023年8月初，親海駅II首批132伙以折實平均呎價14997元開售，以呎價計為近7年以來最便宜的市區新盤。而項目位於1樓的實用面積210平方呎的開放式入場單位折實樓價約290萬元，為近4年來最便宜的市區新盤。而項目在4日極速收超過3.06萬張，超越2021年6月，新世界旗下大圍站上蓋項目柏傲莊III第3輪總入票30,592張，成為香港史上收票最多的新盤。
2023年8月12日，親海駅II發售全數626伙標準單位，即日沽清，為2015年日出康城緻藍天以來單日沽出最多伙數的新盤，僅餘特色單位未有於當日推售。

## 外部連結
- 親海駅 （页面存档备份，存于）